# Georg Tintner
Georg Tintner (Viena, 22 de mayo de 1917 – Halifax, 2 de octubre de 1999) fue un director de orquesta y compositor austríaco cuya carrera se desarrolló principalmente en Nueva Zelanda, Australia y Canadá. Aunque es más conocido como director de orquesta, también fue compositor. De hecho él mismo se consideraba un compositor que dirigía.

## Vida
Tintner nació en 1917 en Viena. Comenzó a estudiar piano a los seis años y a componer poco después. De los nueve a los trece años fue miembro del coro de Niños Cantores de Viena, siendo el primer judío en ser aceptado. En aquella época el coro estaba dirigido por Franz Schalk. En la Academia Estatal de Viena estudió composición con Joseph Marx y dirección de orquesta con Felix Weingartner.
Su hija fue la bailarina Hephzibah Tintner (1971-2001), a la que dio el nombre de la pianista Hephzibah Menuhin. Fue pareja del entonces alcalde de Sídney y más tarde político estatal de Nueva Gales del Sur (Partido Laborista) Frank Sartor.
El 2 de octubre de 1999, tras seis años de lucha contra el cáncer, se precipitó al vacío desde el balcón de su apartamento de Halifax, situado en el undécimo piso.

## Carrera
Pronto fue director asistente de la Ópera Popular de Viena. En 1938 tuvo lugar el Anschluss y se vio obligado a abandonar Viena debido a la persecución de los judíos. Llegó a Auckland, Nueva Zelanda en 1940. Durante el viaje fue acusado falsamente de ser un espía alemán y fue detenido en Australia. Dirigió un coro de iglesia hasta después de la guerra, cuando se hizo cargo de la Sociedad Coral de Auckland en 1947, y de los Auckland String Players en 1948. En 1946 obtuvo la nacionalidad neozelandesa. En 1954 viajó a Australia y se convirtió en director residente de la Ópera Nacional de Australia, una compañía privada, antes de incorporarse a la ópera del Australian Elizabethan Theatre Trust en 1957. A Tintner se le atribuye el mérito de ser pionero de la ópera televisada en Australia. 
Pasó un año con la Orquesta Municipal de Ciudad del Cabo (1966-67) y tres años con la Sadler's Wells Opera (1967-70) antes de regresar a Australia como director musical de la West Australian Opera. En 1974 se reincorporó a la ópera del Australian Elizabethan Theatre Trust, más tarde conocida como Ópera Australiana. En 1976 fue nombrado director musical de la Orquesta del Teatro de Queensland.
En 1987 se trasladó a Canadá, donde fue nombrado director de Symphony Nova Scotia.
Tintner fue descrito como «uno de los más grandes directores vivos de Bruckner». Poco antes de morir, grabó un elogiado ciclo completo de sinfonías de Bruckner para el sello Naxos cuyas sesiones de grabación tuvieron lugar entre 1995 y 1998. Además de las once sinfonías, este ciclo incluye el Adagio de 1876 y la "Volksfest Finale" de 1878.
Naxos también publicó la "Tintner Memorial Edition" que incluye reediciones de algunas de sus primeras grabaciones de compositores distintos de Bruckner. El mismo sello ha publicado también un disco de música para piano de Tintner, que revela una faceta de este hombre olvidada desde sus tiempos de estudiante. Se han grabado algunas de sus primeras composiciones: Sonata para violín, Sonata para piano, Trauermusik, Variaciones Chopin y Preludio.

## Premios y reconocimientos
Tintner recibió diversos galardones y distinciones:
- En 1993 recibió la prestigiosa distinción Grosses Ehrenzeichen, la Cruz de Oficial de la Orden al Mérito de la República de Austria.
- En 1993 se le otorgó la Medalla Conmemorativa del 125 aniversario de la Confederación canadiense.
- En 1994 la provincia y la ciudad de Viena le concedieron la Silberne Ehrenzeichen (Cruz de Honor de Plata).
- En 1995 fue nombrado miembro de la Academia de Artes Escénicas de Hong Kong.
- En 1998 fue nombrado Miembro de la Orden de Canadá (CM).
- En 1995 y 1998 Sus grabaciones SNS en la CBC han ganado el premio a la mejor grabación clásica en los East Coast Music Awards.
- Se le ha otorgado el doctorado honoris causa en las Universidades de Dalhousie y San Francisco Javier en Canadá y Griffith en Australia.